# 康威录音室
康威录音室（英語：Conway Recording Studios）是位於美國加州好莱坞梅爾羅斯大街5100號的一座錄音棚。自建立以來，康威录音室已成為業界人士的首選。

## 背景
康威录音室於20世纪70年代初建立，由三座录音室構成，录音室外是鬱鬱蔥蔥的熱帶花園。该建筑群由录音室设计师和建筑师文森特·范·哈夫（Vincent Van Haaff）从头开始重建

## 外部連結
- Conway Recording Studios （页面存档备份，存于）
- Conway Recording Studios on Facebook
- Conway Recording Studios on IMDB （页面存档备份，存于）